# Tauriden
Die Tauriden sind ein ekliptikaler Meteorstrom, der in zwei separate Sternschnuppenschwärme unterteilt wird – die Nördlichen Tauriden und die Südlichen Tauriden. Die beiden Teilströme sind zwischen September und Dezember aktiv. In diesem Zeitraum bewegen sich die beiden Radianten, welche einen gegenseitigen Abstand von ca. 5 Grad besitzen, vom Sternbild Pisces über das Sternbild Aries in das Sternbild Taurus hinein. Beide Ströme haben eine ZHR von annähernd 5 Meteoren/h, weshalb sie nur weitab von Städten zu beobachten sind. In der ersten Novemberhälfte sind vermehrt helle Feuerkugeln beobachtet worden. Die Tauriden besitzen mehrere Mutterkörper. Neben dem Kometen 2P/Encke zählen noch einige Planetoiden zu den Mutterkörpern.
2016/17 konnten Hermann Mucke und Pavel Spurny aus Messreihen der Meteorstation Martinsberg (Niederösterreich) in den Nördlichen Tauriden einen Zweigstrom entdecken, der Meteoroide größer als einige Dezimeter enthält (Sternenbote Juli 2017),
| Radiantenpositionen der Nördlichen Tauriden | Radiantenpositionen der Nördlichen Tauriden | Radiantenpositionen der Nördlichen Tauriden | Radiantenpositionen der Nördlichen Tauriden | Radiantenpositionen der Nördlichen Tauriden | Radiantenpositionen der Nördlichen Tauriden |
| ------------------------------------------- | ------------------------------------------- | ------------------------------------------- | ------------------------------------------- | ------------------------------------------- | ------------------------------------------- |
| Tag                                         | 20.10.                                      | 30.10.                                      | 10.11.                                      | 20.11.                                      | 30.11.                                      |
| RA                                          | 2h32m                                       | 3h08m                                       | 3h44m                                       | 4h20m                                       | 4h56m                                       |
| DE                                          | +18°                                        | +20°                                        | +22°                                        | +24°                                        | +24°                                        |
| Radiantenpositionen der Südlichen Tauriden  |                                             |                                             |                                             |                                             |                                             |
| Tag                                         | 25.09.                                      | 10.10.                                      | 25.10.                                      | 10.11.                                      | 20.11.                                      |
| RA                                          | 1h24m                                       | 2h8m                                        | 2h52m                                       | 3h44m                                       | 4h16m                                       |
| DE                                          | +6°                                         | +9°                                         | +13°                                        | +15°                                        | +16°                                        |